# Ray Wilson (musiker)
Ray Wilson, född 8 september 1968 i Dumfries, Skottland, är en brittisk musiker bland annat känd som sångare i bandet Stiltskin och för ett album, Calling All Stations, även i Genesis.
Wilson inledde sin karriär som musiker i början av 90-talet i bandet Guaranteed Pure som släppte albumet Swing Your Bag. Efter att bandet upplösts blev han 1994 erbjuden platsen som sångare i grungebandet Stiltskin. Året därpå släppte de albumet The Mind's Eye, från vilket de fick en hit med låten "Inside".
1997 värvades Wilson till Genesis för att ersätta Phil Collins som sångare efter att denne hoppat av. Han sjöng med gruppen på albumet Calling All Stations och den efterföljande turnén. Det blev dock ingen fortsättning på samarbetet, detta efter att varken albumet eller turnén levt upp till förväntningarna i USA.
Wilson bildade därefter bandet Cut, med bland annat Nir Zidkiahu som spelat trummor på Calling All Stations. De släppte ett album, Millionairhead 1999. År 2001 gav sig Wilson ut på en akustisk soloturné som resulterade i livealbumet Live and Acoustic. Han släppte därefter ytterligare ett par album under eget namn innan han satte ihop ett nytt band med namnet Stiltskin, med vilket han släppte albumet She 2006.

## Diskografi, solo
Studioalbum
- 2003 – Change
- 2004 – The Next Best Thing
- 2008 – Propaganda Man
- 2013 – Chasing Rainbows
- 2016 – Song for a Friend
- 2016 – Makes Me Think of Home
- 2021 – The Weight of Man

Livealbum
- 2002 – Live and Acoustic
- 2005 – Ray Wilson Live
- 2006 – An Audience and Ray Wilson
- 2009 – Ray Wilson and the Berlin Symphony Ensemble, Genesis Klassik Live in Berlin
- 2011 – Ray Wilson and the Berlin Symphony Ensemble, Genesis Classic Live in Poznan
- 2014 – Genesis VS Stiltskin - 20 Years and More
- 2014 – Up Close and Personal - Live at SWR1
- 2017 – Time and Distance
- 2018 – ZDF@BAUHAUS May 20, 2018